# Медер, Йозеф
Йозеф Медер (нем. Joseph Meder; 10 июня 1857, Лобедиц, Богемия, в настоящее время Зловедице в составе общины Красни-Двур, Чехия — 14 января 1934, Вена) — австрийский искусствовед.
Изучал германистику в Венском университете, в 1883 году защитил докторскую диссертацию. В 1884—1889 гг. работал в библиотеке Венского университета, а в 1889 г. перешёл на работу в отдел графики музея Альбертина. В 1905 году сменил Йозефа Шёнбруннера на посту директора музея и занимал эту должность до 1923 года. Наряду с исследовательской и хранительской работой Медер стал инициатором крупных выставок из музейных коллекций: провёл выставки Альбрехта Дюрера (1899), Рубенса (1900), Рафаэля (1903), Рембрандта (1906). В послереволюционный период занялся приобретением в коллекцию музея более современных работ, включая произведения Гогена, Матисса, Пикассо, Шиле, Кокошки, Мунка и др.
В 1927 году был удостоен звания гражданина Вены (нем. Bürger der Stadt Wien) — второго по рангу (после почётного гражданина Вены) из присуждаемых городской администрацией.
Первой научной работой Медера стал небольшой обзор «История литографии в Австро-Венгрии» (нем. Die Geschichte der Lithographie in Österreich-Ungarn; 1895). Наряду с многочисленными статьями в периодике в 1909 году он опубликовал монографию о технике серебряной иглы (нем. Das Büchlein vom Silbersteft, переиздание 2015), а в 1932 году — обзорный труд «Ручная гравюра, её техника и развитие» (нем. Die Handzeichnung: ihre Technik und Entwicklung). Наибольший вклад Медер внёс в изучение наследия Альбрехта Дюрера: в 1923 году он опубликовал аннотированный каталог рисунков и гравюр Дюрера (нем. Albrecht Dürer – ein Handbuch über Albrecht Dürers Stiche, Radierungen, Holzschnitte, deren Zustände, Ausgaben und Wasserzeichen), подготовил к печати несколько томов собрания его произведений.